# Schköna
Schköna este o comună în Saxonia-Anhalt, Germania